# Beşiktaş Jimnastik Kulübü 2011-2012
Questa voce raccoglie le informazioni riguardanti il Beşiktaş Jimnastik Kulübü nelle competizioni ufficiali della stagione 2011-2012.

## Organigramma societario

### Staff tecnico
- Allenatore: Samet Aybaba
- Allenatore in seconda: Recep Çetin e Ulvi Güveneroğlu
- Preparatore dei portieri: Mehmet Tezcan
- Preparatore atletico: Eren Safak

## Rosa
Fonte
| N. |                       | Ruolo | Calciatore       |
| -- | --------------------- | ----- | ---------------- |
| 1  | Turchia (bandiera)    | P     | Cenk Gönen       |
| 99 | Turchia (bandiera)    | P     | Emre Metin       |
| 23 | Scozia (bandiera)     | P     | Allan McGregor   |
| 3  | Turchia (bandiera)    | D     | İsmail Köybaşı   |
| 5  | Turchia (bandiera)    | D     | İbrahim Toraman  |
| 22 | Turchia (bandiera)    | D     | Ersan Gülüm      |
| 24 | Turchia (bandiera)    | D     | Emre Özkan       |
| 93 | Turchia (bandiera)    | D     | Atınç Nukan      |
| 14 | Francia (bandiera)    | D     | Julien Escudé    |
| 6  | Rep. Ceca (bandiera)  | D     | Tomáš Sivok      |
| 66 | Austria (bandiera)    | D     | Tanju Kayhan     |
| 4  | Portogallo (bandiera) | C     | Manuel Fernandes |
| 7  | Portogallo (bandiera) | C     | Ricardo Quaresma |
| 8  | Austria (bandiera)    | C     | Veli Kavlak      |
| 13 | Germania (bandiera)   | C     | Roberto Hilbert  |

| N. |                       | Ruolo | Calciatore        |
| -- | --------------------- | ----- | ----------------- |
| 10 | Turchia (bandiera)    | C     | Olcay Şahan       |
| 15 | Turchia (bandiera)    | C     | Oğuzhan Özyakup   |
| 18 | Turchia (bandiera)    | C     | Kadir Arı         |
| 19 | Turchia (bandiera)    | C     | Mertcan Aktaş     |
| 20 | Turchia (bandiera)    | C     | Necip Uysal       |
| 21 | Turchia (bandiera)    | C     | Burak Kaplan      |
| 25 | Turchia (bandiera)    | C     | Uğur Boral        |
| 28 | Turchia (bandiera)    | C     | Mehmet Akgün      |
| 30 | Turchia (bandiera)    | C     | Hasan Türk        |
| 39 | Turchia (bandiera)    | C     | Erkan Kaş         |
| 80 | Turchia (bandiera)    | C     | Muhammed Demirci  |
| 9  | Portogallo (bandiera) | A     | Hugo Almeida      |
| 11 | Turchia (bandiera)    | A     | Mustafa Pektemek  |
| 34 | Turchia (bandiera)    | A     | Batuhan Karadeniz |
| 37 | Slovacchia (bandiera) | A     | Filip Hološko     |